# Ana Bela Chaves
Ana Bela Chaves, née le 25 mars 1952 à Lisbonne, est une altiste-concertiste et le premier alto solo de l'Orchestre de Paris. 
Née à Lisbonne (Portugal), Ana Bela Chaves est diplômée du Conservatoire National 
de Lisbonne où elle obtient le Premier Prix d’alto dans la classe de François Broos en1969.

Premier Prix d’alto en 1971 et de musique de chambre en 1972 au Concours Guilhermina Suggia (Portugal), ainsi que Prix d’Alto au Concours International d’Orense (Espagne) en 1974. Elle reçoit également le Prix de la Presse Portugaise en 1974 et 1981. 
En 1977, elle remporte le Premier Prix d’alto à l’unanimité au Concours International 
de Genève (Suisse). 
En 1992, elle a été membre du Jury de ce dernier et en 1993 du Concours International de la Radio de Munich.

Elle a donné de nombreuses Master-class, au Portugal, Espagne et France. Elle a également été professeur à l’Ecole Normale de Paris.
Ana Bela Chaves s’est produite en soliste avec de grandes formations, telles que l’Orchestre de Paris, l’Orchestre de la Suisse Romande, l'Orchestre Symphonique Portugais, les Orchestres des radios de Vienne, Stuttgart, Madrid, Promenade d’Amsterdam, Shanghai… sous la direction de chefs prestigieux: Sir Colin Davis, Erich Bergel, Sir Roger Norrington, Bruno Pizzamiglio, Andras Schiff, Claudio Scimone, Gyula Németh et Daniel Baremboïm, entre autres. Elle a également joué en tant que concertiste et chambriste au Japon, Chine, Corée du Sud, Thaïlande, Brésil, Argentine, Uruguay, Hongrie et États-Unis.
Citons par ailleurs ses concerts en duo et en musique de chambre avec D. Baremboïm, 
P. Zukermann, W. Sawallisch, C. Eschenbach et Gil Shaham.

Ana Bela Chaves dispose d’une importante discographie : Deux concertos pour alto de J. Braga Santos et F. Lopes Graça, la Sérénade Italienne de H. Wolf et la Symphonie Concertante de W.A. Mozart. Trois disques avec les Solistes de l’Orchestre de Paris, dont un avec V. Postnikova et G. Rojdestvenski. Neuf disques avec l’Opus Ensemble, formation de musique de chambre dont elle est membre fondateur (l’un d’eux, Carte Blanche à A.B. Chaves, lui est entièrement consacré).

En Mars 1997, le Président de la République Portugaise lui remet la plus haute décoration de son pays, Grand Officier de l’Ordre de l’Infant D. Henrique. 
En mai 2001, Ana Bela Chaves reçoit à Paris, le titre de Chevalier de l’Ordre des Arts et des Lettres.

En Février 2005, elle fait la création mondiale du concerto pour alto et orchestre «Les Rayons du Jour» de E. Canat de Chizy, avec l’Orchestre de Paris sous la direction de C. Eschenbach.
Ce concerto a été enregistré en live et est sorti en CD en 2007.

Après avoir été Premier Alto Solo des Orchestres Philharmonique et Gulbenkian de Lisbonne, elle a occupé le poste de Premier Alto Solo de l’Orchestre de Paris de 1980 à 2020. 
Depuis 2013, elle joue également en tant que Premier Alto Solo au sein de l’Orchestre des Solistes Européens du Luxembourg.

En octobre 2020, Ana Bela Chaves a été élevée au grade d’Officier de l’Ordre des Arts et des Lettres.

## Biographie
Elle a fait ses études au Conservatoire National de Lisbonne où elle a obtenu le Premier prix d'alto. Elle a remporté de nombreux premiers prix dans différentes compétitions internationales. Elle a été premier alto solo de l'Orchestre de la Fondation Gulbenkian et de l'Orchestre Philharmonique de Lisbonne, puis en 1980 elle devient premier alto solo de l'Orchestre de Paris. Elle se produit également en soliste avec différents orchestres symphoniques. Elle joue en tant que concertiste et chambriste en Europe, en Asie et en Amérique. 
En mai 2001, Ana Bela Chaves reçoit à Paris la médaille de Chevalier des Arts et des Lettres. En février 2005, elle interprète en création mondiale le concerto pour alto et orchestre Les Rayons du Jour de Édith Canat de Chizy, avec l’Orchestre de Paris sous la direction de Christoph Eschenbach. Ce concerto a été enregistré en live et est sorti en CD en 2007.